# I.N.V.U.
I.N.V.U est un manhwa de Kim Kang-woo publié en Corée du Sud aux éditions Haksan en 2001. I.N.V.U a été publié en français chez Saphira.

## Résumé
Sey, qui rêve de devenir présentatrice, est forcée d'aller vivre avec la famille de Terry, un garçon de son âge qui est en réalité une fille. 